# Wingo (Kentucky)
Pour les articles homonymes, voir Wingo.
Wingo est une ville américaine située dans le comté de Graves, dans le Kentucky. Selon le recensement de 2020, sa population est de 573 habitants.